# Billie Bennett
Billie Bennett (Evansville, 23 ottobre 1874 – Los Angeles, 19 maggio 1951) è stata un'attrice statunitense.

## Filmografia parziale
- Almost a Rescue, regia di Al Christie (1913)
- Mabel e Charlot venditori ambulanti (Mabel's Busy Day), regia di Mabel Normand (1914)
- Charlot sulla scena (The Masquerader), regia di Charlie Chaplin (1914)
- Il fortunoso romanzo di Tillie (Tillie's Punctured Romance), regia di Mack Sennett (1914)
- Fatty's Chance Acquaintance, regia di Fatty Arbuckle (1915)
- Court House Crooks, regia di Mack Sennett (1915)
- Fighting Cressy, regia di Robert Thornby (1920)
- Il coraggio di Magda (The Courage of Marge O'Doone), regia di David Smith (1920)
- Robin Hood, regia di Allan Dwan (1922)
- The Eternal Three, regia di Marshall Neilan e Frank Urson (1923)
- The Martyr Sex, regia di Duke Worne (1924)
- The Wall Street Whiz, regia di Jack Nelson (1925)
- Il ventaglio di Lady Windermere (Lady Windermere's Fan), regia di Ernst Lubitsch (1925)
- The Wyoming Wildcat, regia di Robert De Lacey (1925)
- Ranson's Folly, regia di Sidney Olcott (1926)
- Ragione per cui (Memory Lane), regia di John M. Stahl (1926)
- Derby reale (The Amateur Gentleman), regia di Sidney Olcott (1926)
- The Claw, regia di Sidney Olcott (1927)
- Marriage, regia di Roy William Neill (1927)
- The Sonora Kid, regia di Robert De Lacey (1927)
- The Tragedy of Youth, regia di George Archainbaud (1928)
- My Lady's Past, regia di Albert Ray (1929)
- Notte romantica (One Romantic Night), regia di Paul L. Stein (1930)